# Ryan Bailie
Ryan Bailie (* 15. Juli 1990 in Johannesburg) ist ein ehemaliger Triathlet aus Australien.

## Werdegang
Ryan Bailie wurde in Südafrika geboren. Im September 2009 wurde er auf der olympischen Distanz (1,5 km Schwimmen, 40 km Radfahren und 10 km Laufen) Triathlon-Weltmeister in der Altersklasse 18–19. Seit 2011 startete er als Profiathlet.
Bei den Commonwealth Games belegte er 2014 den fünften Rang sowie den dritten Rang für Australien in der Staffel. Im Juli 2015 wurde er in Hamburg Vizeweltmeister mit dem Mixed-Team auf der Triathlon-Sprintdistanz (4 × 250 m Schwimmen, 6,6 km Radfahren und 1,6 km Laufen).
Im Rahmen der Weltmeisterschaft-Rennserie 2016 belegte er mit seinem sechsten Rang im neunten und letzten Rennen (Grand Final) in Mexiko im September wie auch im Vorjahr den sechsten Rang in der Jahreswertung.
Er wurde trainiert von Jamie Turner und lebt in Wollongong. Seit 2020 tritt Ryan Bailie nicht mehr international in Erscheinung.

## Sportliche Erfolge
| Datum/Jahr    | Rang | Wettbewerb                                         | Austragungsort | Zeit     | Bemerkung                                                                                            |
| ------------- | ---- | -------------------------------------------------- | -------------- | -------- | --- |
| 14. März 2020 | 16   | ITU Triathlon World Cup                            | Mooloolaba     | 00:52:55 | |
| 5. Nov. 2017  | 3    | Noosa Triathlon                                    | Noosa          | 01:47:15 | |
| 8. Apr. 2017  | 16   | ITU World Championship Series 2017                 | Gold Coast     | 00:53:35 | |
| 19. Sep. 2016 | 6    | ITU World Championship Series 2016                 | Cozumel        | 01:47:40 | Grand Final                                                                                          |
| 20. Aug. 2016 | 10   | Olympische Sommerspiele 2016                       | Rio de Janeiro | 01:47:02 | |
| 19. Juli 2015 | 2    | ITU Sprint Triathlon World Championship Mixed-Team | Hamburg        |          | Vizeweltmeister im Mixed-Team mit Gillian Backhouse, Aaron Royle und Emma Jackson                    |
| 24. Juli 2014 | 5    | Commonwealth Games 2014                            | Glasgow        | 01:50:43 | dritter Rang in der gemischten Staffel mit Emma Moffatt, Aaron Royle und Emma Jackson für Australien |
| 23. Feb. 2013 | 2    | OTU Sprint Triathlon Oceania Cup                   | Devonport      | 01:00:23 | Zweiter auf der Sprintdistanz                                                                        |
| 12. Sep. 2009 | 1    | ITU Triathlon World Championship 18–19             | Gold Coast     | 01:56:56 | Bailie wurde in Australien beim Weltmeister über die Kurzdistanz in der Altersklasse 18–19           |

(DNF – Did Not Finish)